# 치료

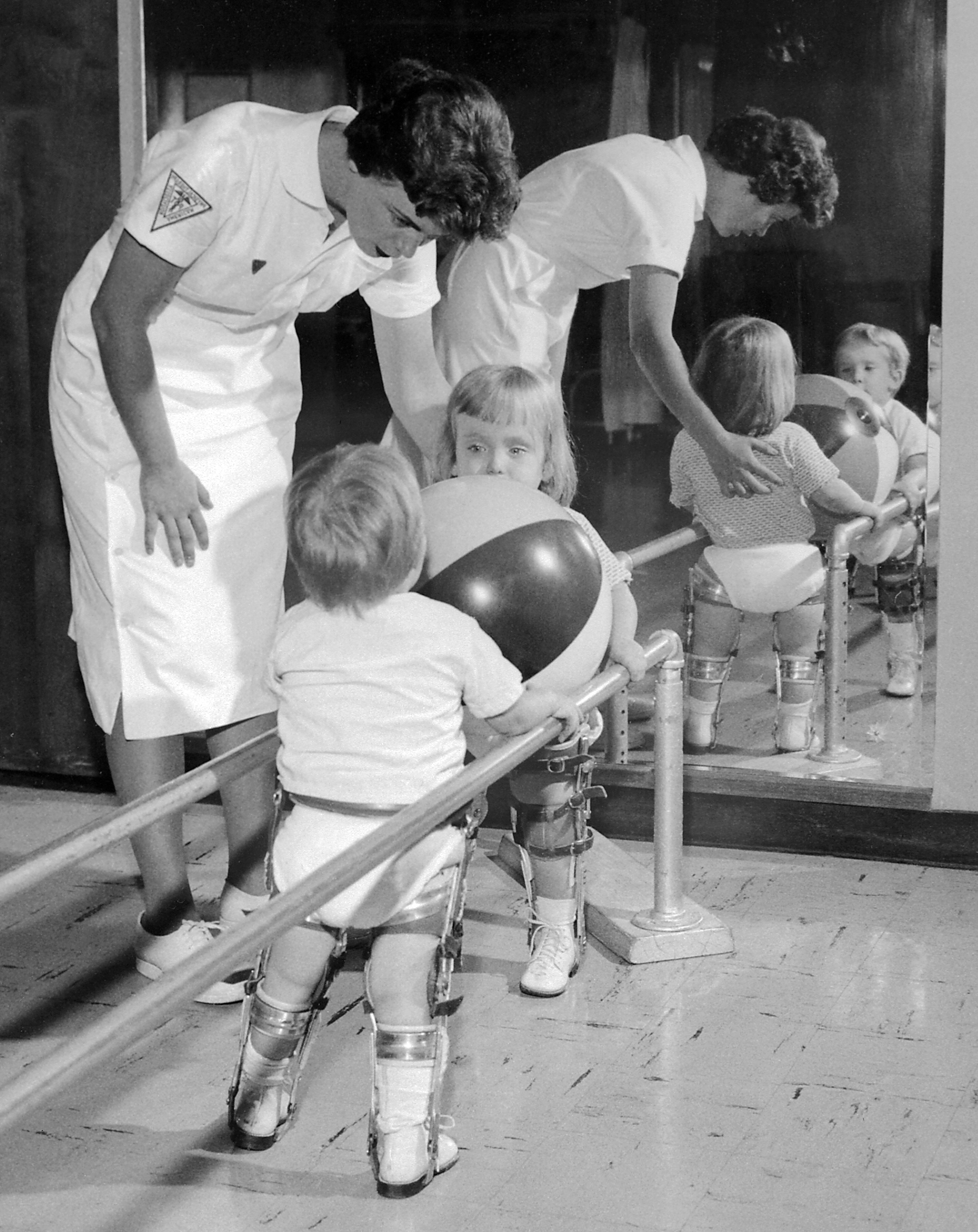
소아마비 치료를 받고 있는 아이.

치료(治療, therapy 또는 medical treatment)는 상처나 질병을 낫게하는 일을 말한다. 건강 문제의 교정 과정이며 보통 진단 후에 이루어진다. 물리치료, 오락치료, 약물치료, 화학치료 등이 있다. 치료를 맡는 사람은 치료사라고 한다.
일반적으로 개개의 치료마다 적응증과 금기증이 있다. 치료에는 다양한 종류가 있다. 모든 치료법이 효과적인 것은 아니다. 많은 치료법이 원치 않는 부작용을 일으킬 수 있다.

## 역사
공식적인 절차로 치료법이 만들어지기 전에 사람들은 세상에 정보를 제공하고 도움을 주기 위해 서로 이야기를 나누었다. "말을 통한 치유"라는 용어는 3,500여년 전에 그리스와 이집트 문헌에서 사용되었다. 심리치료라는 용어는 19세기에 만들어졌고, 정신분석학은 그로부터 10년 뒤에 지그문트 프로이트(Sigmund Freud)에 의해 창시되었다.

## 치료 목록
치료는 다양한 형태로 이루어지며 정신적, 육체적 문제를 대상으로 할 수 있다. 이러한 유형의 치료에는 인지 행동 치료, 변증법적 행동 치료, 마음챙김 기반 인지 치료, 물리 치료가 포함된다. 치료사는 많은 사람들이 매일 이용하며, 개인이나 그룹에게 치료를 제공하도록 훈련을 받았다. 치료는 1800년대에 "서양 심리치료의 아버지"로 여겨지는 프란츠 메스머(Franz Mesmer)에 의해 발명되었으며, 그 뒤를 이어 지그문트 프로이트가 뒤를 이었다. 치료는 사람을 형성하고 개혁하는 데 도움이 되는 다양한 방법으로 사용된다. 이러한 유형의 치료를 통해 개인은 유익하거나 상실된 표준이나 목표를 회복할 수 있다. 많은 사람들이 문제에 대처하고 정서적 해방을 받는 방법을 찾기 위해 치료를 받는다. 예를 들어, 치료는 트라우마를 치유하고 있거나, 지원이 필요하거나, 정서적 부담을 다루거나, 기타 문제로 어려움을 겪고 있는 사람들을 도울 수 있다. 생각과 감정을 자유롭게 표현하는 과정인 치료 과정은 회복에 큰 도움이 된다.

### 의료 단계에 따라
- 응급의료
- 일차의료
- 이차의료
- 삼차의료
- 말기의료
  - 완화치료
  - 호스피스

## 같이 보기
- 예방의학
- 의학
- 의약품
- 심리요법
- 치유
- 시술(intervention)
- 의료(health care)